# جریان هامبالت

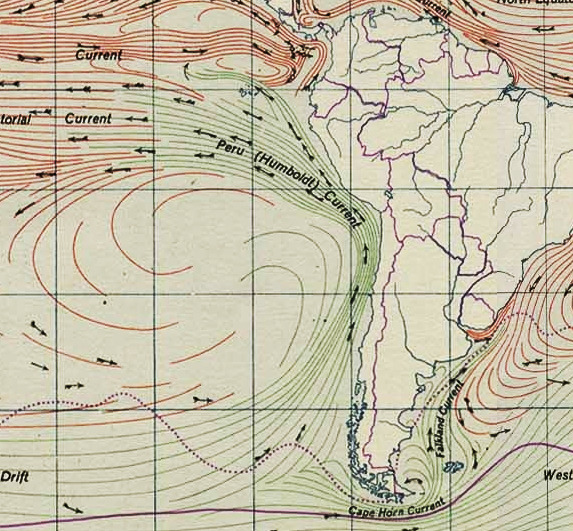
جریان سرد هامبالت در کناره ساحل غربی امریکای جنوبی

جریان هومبلت (Humboldt current) که به عنوان جریان پرو هم شناخته می‌شود، یک جریان اقیانوسی سرد و کم‌شور است که از جنوب به سمت شمال، نزدیک سواحل غربی امریکای جنوبی، جریان دارد.
این جریان آب سرد نقش عمده در ایجاد شرایط مساعد برای پرورش آبزیان دارد، و به جز سال‌هایی که این جریان به واسطه پدیده ال نینو تضعیف می‌شود، در اکثر مواقع این آب‌ها بسیار پر ماهی است. علاوه بر این، این جریان سبب سرد شدن هوای کشورهایی مانند پرو، شیلی و اکوادر می‌شود.
جریان از جنوب شیلی (~45 موازی جنوبی) تا شمال پرو (~4 موازی جنوبی) امتداد می‌یابد که در آن آب های سرد و بالارونده، آب‌های گرمسیری را قطع می‌کنند، و جبهه استوایی را تشکیل می‌دهند. دمای سطح دریا در سواحل پرو به 16 درجه سانتیگراد (61 درجه فارنهایت) می‌رسد. این دما برای آب‌های استوایی بسیار غیرمعمول است، زیرا مناطق دیگر دمایی بالاتر از 25 درجه سانتیگراد (77 درجه فارنهایت) دارند. بالا آمدن دما مواد مغذی را به سطح می‌آورد، که از فیتوپلانکتون‌ها حمایت می‌کند، و در نهایت بهره‌وری بیولوژیکی را افزایش می‌دهد.